# Mus musculoides
Mus musculoides es una especie de roedor de la familia Muridae. Un adulto pesa normalmente 0.006 kg.